# Bottenhavet

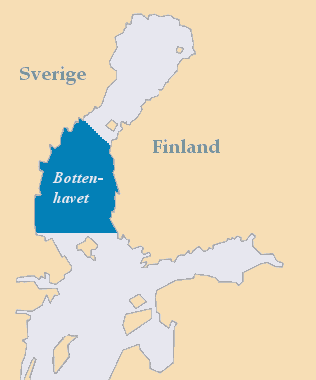
Bottenhavet

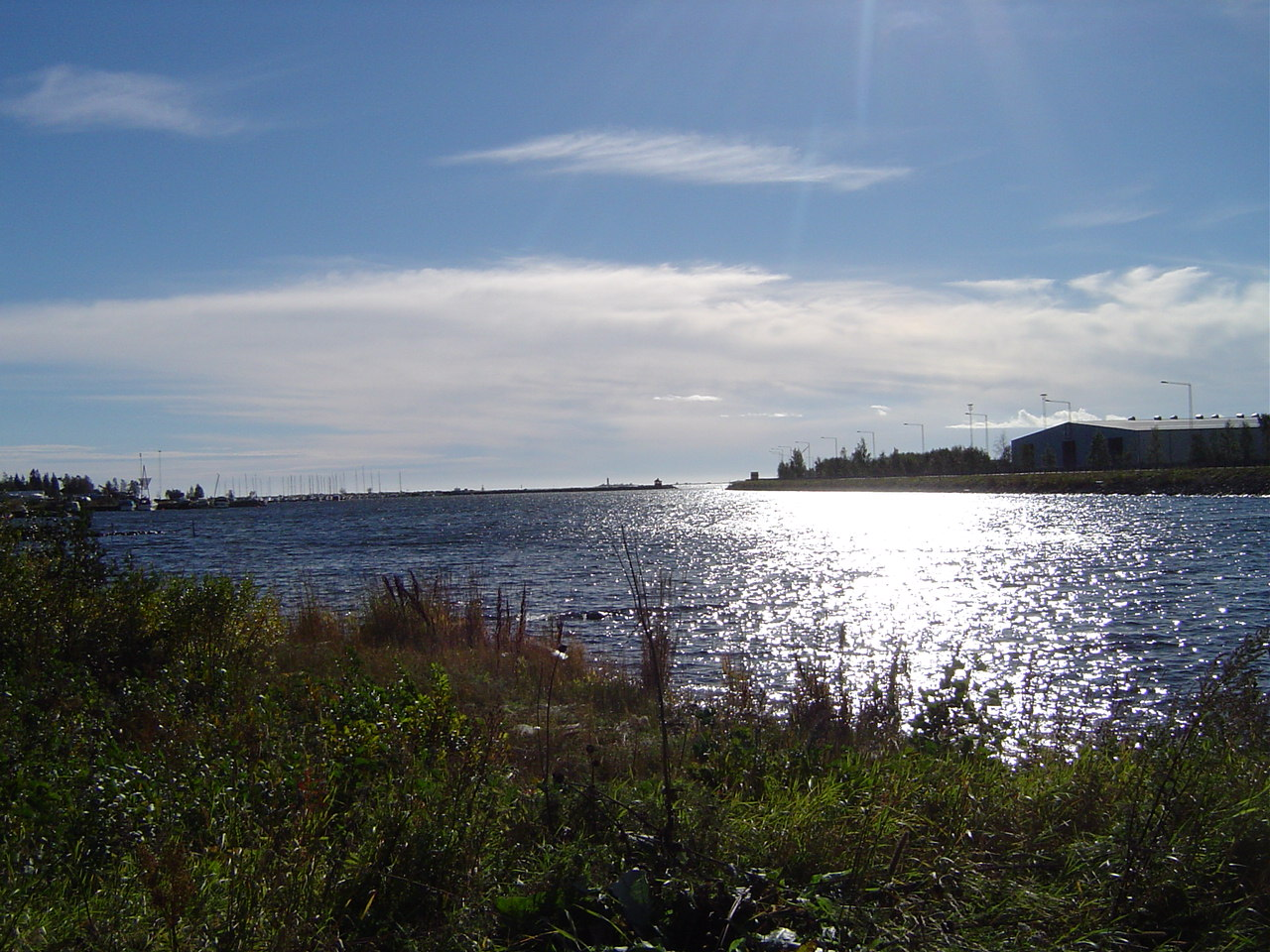
Bottenhavet vid Holmsund i Sverige i september 2004.

Bottenhavet (finska: Selkämeri) kallas den södra delen av Bottniska viken, och ligger söder om Norra Kvarken och norr om Åland. Bottenhavet är 350 kilometer långt och 230 kilometer brett på bredaste stället, största djupet (Ulvödjupet) är 293 meter. Ytan är 66 000 kvadratkilometer, volymen 4 340 kubikkilometer och medeldjupet 68 meter.
Högsta uppmätta signifikanta våghöjden på Bottenhavet är 7,9 meter, i samband med Stormen Alfrida 2 januari 2019.

### Fotnoter
1. ↑  ”Bottenhavet”. Nationalencyklopedin. http://www.ne.se/uppslagsverk/encyklopedi/l%C3%A5ng/bottenhavet. Läst 30 januari 2016.
2. ↑  ”Nature & world heritage” (på engelska). Höga Kusten. https://www.hogakusten.com/en/nature-world-heritage. Läst 3 juni 2023.
3. ↑  ”Aapeli-myrskyssä mitattiin merellä ennätyksellistä tuulta” (på finska). Meteorologiska institutet. 2 januari 2019. https://ilmatieteenlaitos.fi/tiedote/819088563. Läst 6 januari 2019.